# Blue Crush
Blue Crush è un film del 2002, diretto da John Stockwell, ambientato nel mondo del surf. L'idea del film nasce da un articolo scritto da Susan Orlean, intitolato Surfer Girls of Maui e pubblicato sulla rivista "Outside".
A Blue Crush hanno partecipato numerose star del mondo del surf: Keala Kennelly, Carol Anne Philips, Coco Ho, Rochelle Ballard, Layne Beachley, Megan Abubo, Brian Keaulana, Tom Carroll, Jamie O'Brien, Bruce Irons, Makua Rothman

## Trama
Anne Marie Chadwick è una surfista hawaiiana, che sin da piccola ha partecipato a gare locali dimostrando di essere una delle ragazze più talentuose dell'isola. Ma il surf non le basta per mantenersi, e così lavora come cameriera insieme alle due migliori amiche, Lena ed Eden, presso uno dei più lussuosi hotel delle Hawaii ad Oahu. I suoi genitori lasciarono sole lei e sua sorella minore, Penny, a cui Anne Marie fa praticamente da mamma. Tutte e quattro abitano in un appartamento sull'isola. Incoraggiata dalle amiche, Anne Marie si prepara per partecipare ad un importante evento di surf mondiale, il Pipeline Master, che si terrà sull'isola, sforzandosi di vincere le paure legate ad un passato incidente causato dalla caduta da un'onda avvenuta tempo prima. Sull'isola un giorno arriva in vacanza il bel Matt, giocatore di football in vacanza con la sua squadra che chiede ad Anne Marie di farle lezioni di surf. Fra i due nascerà l'amore, incoraggiato da Lena, ma scoraggiato da Eden, che sostiene rappresenti una disattenzione agli allenamenti per l'importante occasione di partecipare come wild card (cioè una sorta di invito per atleti che non fanno parte del campionato mondiale ma che sono molto bravi sul territorio) al pipe master. Nel frattempo Penny è sempre più sbandata, alcuni surfisti locali litigano con Anne Marie per aver portato Matt a surfare in uno spot segreto, e le mogli e fidanzate dei compagni di squadra deridono Anne Marie durante una serata per la sua estrazione sociale. La ragazza sprofonda così in uno stato di angoscia e durante la festa in spiaggia si tuffa in mare. Matt la segue, e quando lei gli chiede cosa deve fare, lui le dice di essere se stessa, la ragazza che aveva conosciuto sulla spiaggia. Questo le farà tornare la voglia di competere.
Parteciperà col sostegno di tutti, dai locals, alle amiche, la sorella e al suo Matt. Nonostante una brutta caduta andrà avanti nella competizione. Alla fine non vince la gara, ma con la sua ultima onda in cui farà un tubo molto grande, la declamerà l'eroe del giorno. Riuscirà così a sconfiggere i suoi timori e ad aprirsi le agognate porte per un contratto con gli sponsor più importanti.

## Colonna sonora
1. "If I Could Fall in Love" (4:23) – Lenny Kravitz
2. "Rock Star (Jason Nevins Remix Edit)" (3:50) – N.E.R.D
3. "Party Hard" (4:00) – Beenie Man
4. "Cruel Summer (Blestenation Mix)" (5:13) – Blestenation
5. "Big Love" (3:48) – Chicken Josh Debear (rap/vocals)
6. "Daybreaker" (3:54) – Beth Orton
7. "Everybody Got Their Something" (4:22) – Nikka Costa
8. "Front To Back (Fatboy Slim Remix)" (3:53) – Playgroup
9. "And Be Loved" (3:02) – Damian Marley
10. "Destiny" (5:40) – Zero 7
11. "Firesuite" (4:37) – Doves

## Sequel
Il film ha un sequel direct-to-video: Blue Crush 2, che ha in comune col primo film solo il nome e il surf, ma la storia, gli attori le location ecc. cambiano completamente, oltre ad un budget molto più basso.